# Meriania axinioides
Meriania axinioides är en tvåhjärtbladig växtart som beskrevs av Henry Allan Gleason. Meriania axinioides ingår i släktet Meriania och familjen Melastomataceae. Inga underarter finns listade i Catalogue of Life.